# Route 58A (Ontario)
Pour les articles homonymes, voir Route 58A.
La route 58A est une route provinciale de l'Ontario située dans la région du Niagara, reliant la Route 58 à la Route 140 au nord de Port Colborne. Elle est longue de 5 kilomètres.

## Description du Tracé
La 58A débute au sud de Welland à la fin de la première section de la Route 58. Nommée Townline Rd., elle sert en bref de route de contournement sud de Welland, passant juste au sud de la ville jusqu'au Canal Welland. Elle passe d'ailleurs sous le canal par le Townline Tunnel avec 2 voies de chemin de fer. Finalement, après avoir passé sous la Route 140, elle effectue une boucle pour justement terminer sa course sur la Route 140 en direction de Port Colborne  ou de Saint Catharines, via l'autoroute 406. 